# Клептопаразитен паяк
Клептопаразитните паяци (Argyrodes argyrodes) са вид паякообразни от семейство Theridiidae.
Таксонът е описан за пръв път от Шарл Валкенер през 1842 година.